# Élections cantonales de 2011 dans l'Oise
Les élections cantonales ont eu lieu les 20 et 27 mars 2011.

## Contexte départemental

### Assemblée départementale sortante
Avant les élections, le conseil général de l'Oise est présidé par Yves Rome (PS). Il comprend 41 conseillers généraux issus des 41 cantons de l'Oise. 20 d'entre eux sont renouvelables lors de ces élections.
| Parti                             | Sigle | Élus |
| --------------------------------- | ----- | ---- |
| Majorité (24 sièges)              |       |      |
| Parti socialiste                  | PS    | 17   |
| Parti communiste français         | PCF   | 3    |
| Parti radical de gauche           | PRG   | 2    |
| Divers gauche                     | DVG   | 2    |
| Opposition (17 sièges)            |       |      |
| Union pour un mouvement populaire | UMP   | 17   |
| Président du conseil général      |       |      |
| Yves Rome (PS)                    |       |      |

## Résultats à l'échelle du département

### Résultats en nombre de sièges
| Parti | Sièges mis en jeu | Élus | Évolution     |
| ----- | ----------------- | ---- | ------------- |
| UMP   | 10                | 7    | 3             |
| PS    | 6                 | 8    | 2             |
| PCF   | 2                 | 1    | 1             |
| DVG   | 1                 | 1    | en stagnation |
| PRG   | 1                 | 1    | en stagnation |
| DVD   | 0                 | 2    | 2             |

### Assemblée départementale à l'issue des élections
| Parti                             | Sigle | Élus |
| --------------------------------- | ----- | ---- |
| Majorité (25 sièges)              |       |      |
| Parti socialiste                  | PS    | 19   |
| Parti communiste français         | PCF   | 2    |
| Parti radical de gauche           | PRG   | 2    |
| Divers gauche                     | DVG   | 2    |
| Opposition (16 sièges)            |       |      |
| Union pour un mouvement populaire | UMP   | 14   |
| Divers droite                     | DVD   | 2    |
| Président du conseil général      |       |      |
| Yves Rome (PS)                    |       |      |

## Résultats par canton

### Canton de Beauvais-Nord-Est
| Candidats      | Candidats        | Étiquette      | Premier tour | Premier tour | Second tour | Second tour |
| Candidats      | Candidats        | Étiquette      | Voix         | %            | Voix        | %           |
| -------------- | ---------------- | -------------- | ------------ | ------------ | ----------- | ----------- |
|                | Thibaud Viguier  | PS             | 1 052        | 24,35        | 2 481       | 59,07       |
|                | Richard Haudoire | UMP            | 993          | 23,34        | 1 719       | 40,93       |
|                | Thierry Aury     | FDG            | 866          | 20,05        |             |             |
|                | Sandrine Leroy   | FN             | 857          | 19,84        |             |             |
|                | Benoit Thierry   | Cap21          | 417          | 9,65         |             |             |
|                | Thomas Joly      | PDF            | 135          | 3,13         |             |             |
|                |                  |                |              |              |             |             |
| Inscrits       | Inscrits         | Inscrits       | 10 503       | 100,00       | 10 503      | 100,00      |
| Abstentions    | Abstentions      | Abstentions    | 6 083        | 57,92        | 6 027       | 57,38       |
| Votants        | Votants          | Votants        | 4 420        | 42,08        | 4 476       | 42,62       |
| Blancs et nuls | Blancs et nuls   | Blancs et nuls | 100          | 2,26         | 276         | 6,17        |
| Exprimés       | Exprimés         | Exprimés       | 4 320        | 97,74        | 4 200       | 93,83       |

### Canton de Beauvais-Sud-Ouest
| Candidats      | Candidats        | Étiquette       | Premier tour | Premier tour | Second tour | Second tour |
| Candidats      | Candidats        | Étiquette       | Voix         | %            | Voix        | %           |
| -------------- | ---------------- | --------------- | ------------ | ------------ | ----------- | ----------- |
|                | Sylvie Houssin*  | PS              | 1 746        | 28,29        | 3 101       | 50,96       |
|                | Sébastien Chenu  | UMP             | 1 728        | 28,00        | 2 984       | 49,04       |
|                | Jean-Yves Croizé | FN              | 1 382        | 22,39        |             |             |
|                | Gérard Vieubled  | Europe écologie | 620          | 10,05        |             |             |
|                | Pierre Ripart    | FDG             | 428          | 6,93         |             |             |
|                | Annie Fouet      | PDF             | 268          | 4,34         |             |             |
|                |                  |                 |              |              |             |             |
| Inscrits       | Inscrits         | Inscrits        | 14 633       | 100,00       | 14 634      | 100,00      |
| Abstentions    | Abstentions      | Abstentions     | 8 301        | 56,73        | 7 959       | 54,39       |
| Votants        | Votants          | Votants         | 6 332        | 43,27        | 6 675       | 45,61       |
| Blancs et nuls | Blancs et nuls   | Blancs et nuls  | 160          | 2,53         | 590         | 8,84        |
| Exprimés       | Exprimés         | Exprimés        | 6 172        | 97,47        | 6 085       | 91,16       |

*sortant

### Canton de Chantilly
| Candidats      | Candidats                | Étiquette       | Premier tour | Premier tour | Second tour | Second tour |
| Candidats      | Candidats                | Étiquette       | Voix         | %            | Voix        | %           |
| -------------- | ------------------------ | --------------- | ------------ | ------------ | ----------- | ----------- |
|                | Patrice Marchand*        | UMP             | 4 086        | 42,50        | 6 351       | 69,29       |
|                | Elisabeth Boussard       | FN              | 2 144        | 22,30        | 2 815       | 30,71       |
|                | Dominique Louis-Dit-Trio | PS              | 1 722        | 17,91        |             |             |
|                | Patrick Canon            | Europe écologie | 774          | 8,05         |             |             |
|                | Séverine Berger          | FDG             | 555          | 5,77         |             |             |
|                | William Castel           | MoDem           | 334          | 3,47         |             |             |
|                |                          |                 |              |              |             |             |
| Inscrits       | Inscrits                 | Inscrits        | 26 747       | 100,00       | 26 610      | 100,00      |
| Abstentions    | Abstentions              | Abstentions     | 16 978       | 63,48        | 16 450      | 61,82       |
| Votants        | Votants                  | Votants         | 9 769        | 36,52        | 10 160      | 38,18       |
| Blancs et nuls | Blancs et nuls           | Blancs et nuls  | 154          | 1,58         | 994         | 9,78        |
| Exprimés       | Exprimés                 | Exprimés        | 9 615        | 98,42        | 9 166       | 90,22       |

*sortant

### Canton de Chaumont-en-Vexin
| Candidats      | Candidats        | Étiquette       | Premier tour | Premier tour | Second tour | Second tour |
| Candidats      | Candidats        | Étiquette       | Voix         | %            | Voix        | %           |
| -------------- | ---------------- | --------------- | ------------ | ------------ | ----------- | ----------- |
|                | Gérard Lemaitre* | DVD             | 2 052        | 37,36        | 3 257       | 63,27       |
|                | Monique Chobeau  | FN              | 1 401        | 25,51        | 1 891       | 36,73       |
|                | Olivier Weiss    | PS              | 1 017        | 18,52        |             |             |
|                | Jacques Leraille | Europe écologie | 694          | 12,64        |             |             |
|                | Philippe Virolle | FDG             | 328          | 5,97         |             |             |
|                |                  |                 |              |              |             |             |
| Inscrits       | Inscrits         | Inscrits        | 12 592       | 100,00       | 12 594      | 100,00      |
| Abstentions    | Abstentions      | Abstentions     | 6 969        | 55,34        | 6 802       | 54,01       |
| Votants        | Votants          | Votants         | 5 623        | 44,66        | 5 792       | 45,99       |
| Blancs et nuls | Blancs et nuls   | Blancs et nuls  | 131          | 2,33         | 644         | 11,12       |
| Exprimés       | Exprimés         | Exprimés        | 5 492        | 97,67        | 5 148       | 88,88       |

*sortant

### Canton de Creil-Nogent-sur-Oise
| Candidats      | Candidats          | Étiquette       | Premier tour | Premier tour | Second tour | Second tour |
| Candidats      | Candidats          | Étiquette       | Voix         | %            | Voix        | %           |
| -------------- | ------------------ | --------------- | ------------ | ------------ | ----------- | ----------- |
|                | Gérard Weyn *      | PS              | 2 275        | 36,05        | 4 213       | 62,13       |
|                | Laurent Guiniot    | FN              | 1 735        | 27,49        | 2 568       | 37,87       |
|                | Daniel Roux-Köslin | UMP             | 666          | 10,55        |             |             |
|                | Djamal Benkherouf  | DVG             | 522          | 8,27         |             |             |
|                | Philippe Ratinaud  | Europe écologie | 408          | 6,46         |             |             |
|                | Claude Robert      | DVD             | 348          | 5,51         |             |             |
|                | Yvette Cesbron     | FDG             | 275          | 4,36         |             |             |
|                | Alain Lebreton     | EXG             | 82           | 1,30         |             |             |
|                |                    |                 |              |              |             |             |
| Inscrits       | Inscrits           | Inscrits        | 17 130       | 100,00       | 17 131      | 100,00      |
| Abstentions    | Abstentions        | Abstentions     | 10 711       | 62,53        | 10 026      | 58,53       |
| Votants        | Votants            | Votants         | 6 419        | 37,47        | 7 105       | 41,47       |
| Blancs et Nuls | Blancs et Nuls     | Blancs et Nuls  | 108          | 1,68         | 324         | 4,56        |
| Exprimés       | Exprimés           | Exprimés        | 6 311        | 98,32        | 6 781       | 95,44       |

*sortant

### Canton de Crépy-en-Valois
| Candidats      | Candidats            | Étiquette      | Premier tour | Premier tour | Second tour | Second tour |
| Candidats      | Candidats            | Étiquette      | Voix         | %            | Voix        | %           |
| -------------- | -------------------- | -------------- | ------------ | ------------ | ----------- | ----------- |
|                | Jean-Paul Letourneur | FN             | 2 585        | 29,73        | 3 948       | 43,17       |
|                | Jérôme Furet         | PS             | 2 232        | 25,67        | 5 198       | 56,83       |
|                | Hubert Briatte       | UMP            | 2 140        | 24,61        |             |             |
|                | Hélène Masure        | FDG            | 1 477        | 16,99        |             |             |
|                | Sylvie Chorowicz     | EXG            | 261          | 3,00         |             |             |
|                |                      |                |              |              |             |             |
| Inscrits       | Inscrits             | Inscrits       | 21 227       | 100,00       | 21 248      | 100,00      |
| Abstentions    | Abstentions          | Abstentions    | 12 280       | 57,85        | 11 234      | 52,87       |
| Votants        | Votants              | Votants        | 8 947        | 42,15        | 10 014      | 47,13       |
| Blancs et Nuls | Blancs et Nuls       | Blancs et Nuls | 252          | 2,82         | 868         | 8,67        |
| Exprimés       | Exprimés             | Exprimés       | 8 695        | 97,18        | 9 146       | 91,33       |

### Canton de Crèvecœur-le-Grand
| Candidats      | Candidats        | Étiquette       | Premier tour | Premier tour | Second tour | Second tour |
| Candidats      | Candidats        | Étiquette       | Voix         | %            | Voix        | %           |
| -------------- | ---------------- | --------------- | ------------ | ------------ | ----------- | ----------- |
|                | André Coët*      | UMP             | 1 440        | 48,03        | 1 859       | 65,53       |
|                | Mickaël Baudeau  | FN              | 596          | 19,88        | 978         | 34,47       |
|                | Bruno Laurent    | PS              | 351          | 11,71        |             |             |
|                | Pierre Mabire    | DVD             | 263          | 8,77         |             |             |
|                | Michel Fontaine  | Europe écologie | 240          | 8,01         |             |             |
|                | Dominique Bécart | FDG             | 108          | 3,60         |             |             |
|                |                  |                 |              |              |             |             |
| Inscrits       | Inscrits         | Inscrits        | 5 678        | 100,00       | 5 678       | 100,00      |
| Abstentions    | Abstentions      | Abstentions     | 2 569        | 45,24        | 2 540       | 44,73       |
| Votants        | Votants          | Votants         | 3 109        | 54,76        | 3 138       | 55,27       |
| Blancs et Nuls | Blancs et Nuls   | Blancs et Nuls  | 111          | 3,57         | 301         | 9,59        |
| Exprimés       | Exprimés         | Exprimés        | 2 998        | 96,43        | 2 837       | 90,41       |

*sortant

### Canton de Formerie
| Candidats      | Candidats        | Étiquette      | Premier tour | Premier tour |
| Candidats      | Candidats        | Étiquette      | Voix         | %            |
| -------------- | ---------------- | -------------- | ------------ | ------------ |
|                | Gérard Decorde*  | UMP            | 1 965        | 52,29        |
|                | Patrick Pérémony | PRG            | 839          | 22,33        |
|                | Michel Quignon   | FN             | 531          | 14,13        |
|                | William Bous     | DVG            | 423          | 11,26        |
|                |                  |                |              |              |
| Inscrits       | Inscrits         | Inscrits       | 6 261        | 100,00       |
| Abstentions    | Abstentions      | Abstentions    | 2 438        | 38,94        |
| Votants        | Votants          | Votants        | 3 823        | 61,06        |
| Blancs et Nuls | Blancs et Nuls   | Blancs et Nuls | 65           | 1,70         |
| Exprimés       | Exprimés         | Exprimés       | 3 758        | 98,30        |

*sortant

### Canton de Froissy
| Candidats      | Candidats           | Étiquette       | Premier tour | Premier tour | Second tour | Second tour |
| Candidats      | Candidats           | Étiquette       | Voix         | %            | Voix        | %           |
| -------------- | ------------------- | --------------- | ------------ | ------------ | ----------- | ----------- |
|                | Alain Vasselle*     | UMP             | 1 518        | 48,89        | 1 740       | 59,32       |
|                | Josiane Baeckelandt | PRG             | 830          | 26,73        | 1 193       | 40,68       |
|                | Catherine Besson    | FN              | 575          | 18,52        |             |             |
|                | Jacqueline Fontaine | Europe écologie | 182          | 5,86         |             |             |
|                |                     |                 |              |              |             |             |
| Inscrits       | Inscrits            | Inscrits        | 4 989        | 100,00       | 4 988       | 100,00      |
| Abstentions    | Abstentions         | Abstentions     | 1 807        | 36,22        | 1 837       | 36,83       |
| Votants        | Votants             | Votants         | 3 182        | 63,78        | 3 151       | 63,17       |
| Blancs et Nuls | Blancs et Nuls      | Blancs et Nuls  | 77           | 2,42         | 218         | 6,92        |
| Exprimés       | Exprimés            | Exprimés        | 3 105        | 97,58        | 2 933       | 93,08       |

*sortant

### Canton de Guiscard
| Candidats      | Candidats          | Étiquette      | Premier tour | Premier tour | Second tour | Second tour |
| Candidats      | Candidats          | Étiquette      | Voix         | %            | Voix        | %           |
| -------------- | ------------------ | -------------- | ------------ | ------------ | ----------- | ----------- |
|                | Thibault Delavenne | DVG            | 1 090        | 38,90        | 1 704       | 95,09       |
|                | Gérard Lecomte *   | PS             | 561          | 20,02        | 88          | 4,91        |
|                | Alexandre Cave     | UMP            | 534          | 19,06        |             |             |
|                | Annie Thierry      | FN             | 476          | 16,99        |             |             |
|                | André Hardy        | FDG            | 141          | 5,03         |             |             |
|                |                    |                |              |              |             |             |
| Inscrits       | Inscrits           | Inscrits       | 5 493        | 100,00       | 5 494       | 100,00      |
| Abstentions    | Abstentions        | Abstentions    | 2 641        | 48,08        | 3 267       | 59,46       |
| Votants        | Votants            | Votants        | 2 852        | 51,92        | 2 227       | 40,54       |
| Blancs et Nuls | Blancs et Nuls     | Blancs et Nuls | 50           | 1,75         | 435         | 19,53       |
| Exprimés       | Exprimés           | Exprimés       | 2 802        | 98,25        | 1 792       | 80,47       |

*sortant

### Canton de Lassigny
| Candidats      | Candidats            | Étiquette       | Premier tour | Premier tour | Second tour | Second tour |
| Candidats      | Candidats            | Étiquette       | Voix         | %            | Voix        | %           |
| -------------- | -------------------- | --------------- | ------------ | ------------ | ----------- | ----------- |
|                | Thierry Frau *       | PS              | 1 591        | 47,46        | 2 189       | 66,29       |
|                | Cyril Portet         | FN              | 717          | 21,39        | 1 113       | 33,71       |
|                | Sandrine Dauchelle   | UMP             | 606          | 18,08        |             |             |
|                | Frédéric Briesmalien | FDG             | 291          | 8,68         |             |             |
|                | Bertrand Jeandel     | Europe écologie | 147          | 4,39         |             |             |
|                |                      |                 |              |              |             |             |
| Inscrits       | Inscrits             | Inscrits        | 6 657        | 100,00       | 6 634       | 100,00      |
| Abstentions    | Abstentions          | Abstentions     | 3 215        | 48,30        | 3 105       | 46,80       |
| Votants        | Votants              | Votants         | 3 529        | 51,70        | 3 529       | 53,20       |
| Blancs et Nuls | Blancs et Nuls       | Blancs et Nuls  | 90           | 2,61         | 227         | 6,43        |
| Exprimés       | Exprimés             | Exprimés        | 3 352        | 97,39        | 3 302       | 93,57       |

*sortant

### Canton de Marseille-en-Beauvaisis
| Candidats      | Candidats           | Étiquette       | Premier tour | Premier tour | Second tour | Second tour |
| Candidats      | Candidats           | Étiquette       | Voix         | %            | Voix        | %           |
| -------------- | ------------------- | --------------- | ------------ | ------------ | ----------- | ----------- |
|                | Danièle Bisschop*   | DVD             | 1 196        | 36,69        | 1 727       | 53,12       |
|                | Isabelle Dubut      | PS              | 1 018        | 31,23        | 1 524       | 46,88       |
|                | Nicole Duval        | FN              | 738          | 22,64        |             |             |
|                | Elisabeth Guimaraes | Europe écologie | 193          | 5,92         |             |             |
|                | Claude Bion         | FDG             | 115          | 3,53         |             |             |
|                |                     |                 |              |              |             |             |
| Inscrits       | Inscrits            | Inscrits        | 6 166        | 100,00       | 6 166       | 100,00      |
| Abstentions    | Abstentions         | Abstentions     | 2 816        | 45,67        | 2 651       | 42,99       |
| Votants        | Votants             | Votants         | 3 350        | 54,33        | 3 515       | 57,01       |
| Blancs et Nuls | Blancs et Nuls      | Blancs et Nuls  | 90           | 2,69         | 264         | 7,51        |
| Exprimés       | Exprimés            | Exprimés        | 3 260        | 97,31        | 3 251       | 92,49       |

*sortant

### Canton de Mouy
| Candidats      | Candidats                 | Étiquette      | Premier tour | Premier tour | Second tour | Second tour |
| Candidats      | Candidats                 | Étiquette      | Voix         | %            | Voix        | %           |
| -------------- | ------------------------- | -------------- | ------------ | ------------ | ----------- | ----------- |
|                | André Fouchard            | FN             | 1 542        | 33,83        | 2 190       | 46,29       |
|                | Anne-Claire Delafontaine* | PS             | 1 527        | 33,50        | 2 541       | 53,71       |
|                | Christian Van Parys       | UMP            | 762          | 16,72        |             |             |
|                | Clotilde Mathieu          | FDG            | 375          | 8,23         |             |             |
|                | Christelle Dinard         | Cap21          | 352          | 7,72         |             |             |
|                |                           |                |              |              |             |             |
| Inscrits       | Inscrits                  | Inscrits       | 10 374       | 100,00       | 10 374      | 100,00      |
| Abstentions    | Abstentions               | Abstentions    | 5 716        | 55,10        | 5 308       | 51,17       |
| Votants        | Votants                   | Votants        | 4 658        | 44,90        | 5 066       | 48,83       |
| Blancs et Nuls | Blancs et Nuls            | Blancs et Nuls | 100          | 2,15         | 335         | 6,61        |
| Exprimés       | Exprimés                  | Exprimés       | 4 558        | 97,85        | 4 731       | 93,39       |

*sortant

### Canton de Noailles
| Candidats      | Candidats             | Étiquette       | Premier tour | Premier tour | Second tour | Second tour |
| Candidats      | Candidats             | Étiquette       | Voix         | %            | Voix        | %           |
| -------------- | --------------------- | --------------- | ------------ | ------------ | ----------- | ----------- |
|                | Florence Italiani     | FN              | 1 878        | 27,94        | 3 043       | 48,33       |
|                | Jean-François Mancel* | UMP             | 1 758        | 26,16        | 3 253       | 51,67       |
|                | Laurent Pagny         | PRG             | 1 587        | 23,61        |             |             |
|                | Jean-Claude Giret     | DVD             | 586          | 8,72         |             |             |
|                | François Veillerette  | Europe Écologie | 582          | 8,66         |             |             |
|                | Jean-Michel Cuvillier | FDG             | 330          | 4,91         |             |             |
|                |                       |                 |              |              |             |             |
| Inscrits       | Inscrits              | Inscrits        | 15 249       | 100,00       | 15 250      | 100,00      |
| Abstentions    | Abstentions           | Abstentions     | 8 382        | 54,97        | 8 021       | 52,60       |
| Votants        | Votants               | Votants         | 6 867        | 45,03        | 7 229       | 47,40       |
| Blancs et Nuls | Blancs et Nuls        | Blancs et Nuls  | 146          | 2,13         | 933         | 12,91       |
| Exprimés       | Exprimés              | Exprimés        | 6 721        | 97,87        | 6 296       | 87,09       |

*sortant

### Canton de Noyon
| Candidats      | Candidats        | Étiquette      | Premier tour | Premier tour | Second tour | Second tour |
| Candidats      | Candidats        | Étiquette      | Voix         | %            | Voix        | %           |
| -------------- | ---------------- | -------------- | ------------ | ------------ | ----------- | ----------- |
|                | Patrick Deguise* | PS             | 2 509        | 39,96        | 3 948       | 56,52       |
|                | Michel Guiniot   | FN             | 2 321        | 36,97        | 3 037       | 43,48       |
|                | Yves Paternotte  | UMP            | 993          | 15,82        |             |             |
|                | Yves Bayart      | FDG            | 455          | 7,25         |             |             |
|                |                  |                |              |              |             |             |
| Inscrits       | Inscrits         | Inscrits       | 15 183       | 100,00       | 15 183      | 100,00      |
| Abstentions    | Abstentions      | Abstentions    | 8 499        | 55,98        | 7 642       | 50,33       |
| Votants        | Votants          | Votants        | 6 684        | 44,02        | 7 541       | 49,67       |
| Blancs et Nuls | Blancs et Nuls   | Blancs et Nuls | 406          | 6,07         | 556         | 7,37        |
| Exprimés       | Exprimés         | Exprimés       | 6 278        | 93,93        | 6 985       | 92,63       |

*sortant

### Canton de Pont-Sainte-Maxence
| Candidats      | Candidats         | Étiquette      | Premier tour | Premier tour | Second tour | Second tour |
| Candidats      | Candidats         | Étiquette      | Voix         | %            | Voix        | %           |
| -------------- | ----------------- | -------------- | ------------ | ------------ | ----------- | ----------- |
|                | Jean-Claude Hrmo* | UMP            | 2 227        | 29,52        | 3 558       | 49,53       |
|                | Michel Delmas     | PS             | 2 094        | 27,76        | 3 625       | 50,47       |
|                | Georges Moreau    | FN             | 1 912        | 25,35        |             |             |
|                | Michel Jeannerot  | Cap21          | 820          | 10,87        |             |             |
|                | Georges Flament   | FDG            | 490          | 6,50         |             |             |
|                |                   |                |              |              |             |             |
| Inscrits       | Inscrits          | Inscrits       | 19 184       | 100,00       | 19 184      | 100,00      |
| Abstentions    | Abstentions       | Abstentions    | 11 496       | 59,92        | 11 477      | 59,83       |
| Votants        | Votants           | Votants        | 7 688        | 540,08       | 7 707       | 40,17       |
| Blancs et Nuls | Blancs et Nuls    | Blancs et Nuls | 145          | 1,89         | 524         | 6,80        |
| Exprimés       | Exprimés          | Exprimés       | 7 543        | 98,11        | 7 183       | 93,20       |

*sortant

### Canton de Ribécourt-Dreslincourt
| Candidats      | Candidats         | Étiquette             | Premier tour | Premier tour |
| Candidats      | Candidats         | Étiquette             | Voix         | %            |
| -------------- | ----------------- | --------------------- | ------------ | ------------ |
|                | Patrice Carvalho* | PCF                   | 4 757        | 57,32        |
|                | Christelle Simon  | FN                    | 2 040        | 24,58        |
|                | Claude Servais    | UMP                   | 836          | 10,07        |
|                | Amaury Delesalle  | Cap21-Europe Écologie | 666          | 8,03         |
|                |                   |                       |              |              |
| Inscrits       | Inscrits          | Inscrits              | 18 017       | 100,00       |
| Abstentions    | Abstentions       | Abstentions           | 9 560        | 53,06        |
| Votants        | Votants           | Votants               | 8 457        | 46,94        |
| Blancs et Nuls | Blancs et Nuls    | Blancs et Nuls        | 158          | 1,87         |
| Exprimés       | Exprimés          | Exprimés              | 8 299        | 98,13        |

*sortant

### Canton de Saint-Just-en-Chaussée
| Candidats      | Candidats        | Étiquette      | Premier tour | Premier tour | Second tour | Second tour |
| Candidats      | Candidats        | Étiquette      | Voix         | %            | Voix        | %           |
| -------------- | ---------------- | -------------- | ------------ | ------------ | ----------- | ----------- |
|                | Frans Desmedts*  | UMP            | 3 195        | 47,77        | 3 835       | 60,52       |
|                | Michel Goes      | PS             | 1 506        | 22,52        | 2 502       | 39,48       |
|                | Bernard Duchemin | FN             | 1 276        | 19,08        |             |             |
|                | Gérard Quesnel   | FG             | 711          | 10,63        |             |             |
|                |                  |                |              |              |             |             |
| Inscrits       | Inscrits         | Inscrits       | 12 965       | 100,00       | 12 955      | 100,00      |
| Abstentions    | Abstentions      | Abstentions    | 6 111        | 47,13        | 6 217       | 47,99       |
| Votants        | Votants          | Votants        | 6 854        | 52,87        | 6 738       | 52,01       |
| Blancs et Nuls | Blancs et Nuls   | Blancs et Nuls | 166          | 2,42         | 401         | 5,95        |
| Exprimés       | Exprimés         | Exprimés       | 6 688        | 97,58        | 6 337       | 94,05       |

*sortant

### Canton de Senlis
| Candidats      | Candidats                 | Étiquette       | Premier tour | Premier tour | Second tour | Second tour |
| Candidats      | Candidats                 | Étiquette       | Voix         | %            | Voix        | %           |
| -------------- | ------------------------- | --------------- | ------------ | ------------ | ----------- | ----------- |
|                | Jérôme Bascher            | UMP             | 2 092        | 22,96        | 5 218       | 60,72       |
|                | Mylène Troszczynski       | FN              | 1 969        | 21,61        | 3 376       | 39,28       |
|                | Jean-Marie Mariani        | PS              | 1 231        | 13,51        |             |             |
|                | Bernard Mouly             | DVD             | 923          | 10,13        |             |             |
|                | Elena Lacroix             | Europe écologie | 849          | 9,32         |             |             |
|                | Jean-Christophe Canter    | DVD             | 838          | 9,20         |             |             |
|                | Nathalie Lebas            | NC              | 599          | 6,57         |             |             |
|                | Laurence Prévost-Dion     | FDG             | 372          | 4,08         |             |             |
|                | Alexandre Babillote-Baske | MoDem           | 240          | 2,63         |             |             |
|                |                           |                 |              |              |             |             |
| Inscrits       | Inscrits                  | Inscrits        | 23 422       | 100,00       | 23 422      | 100,00      |
| Abstentions    | Abstentions               | Abstentions     | 14 173       | 60,51        | 13 727      | 58,61       |
| Votants        | Votants                   | Votants         | 9 249        | 39,49        | 9 695       | 41,39       |
| Blancs et Nuls | Blancs et Nuls            | Blancs et Nuls  | 136          | 1,47         | 1 101       | 11,36       |
| Exprimés       | Exprimés                  | Exprimés        | 9 113        | 98,53        | 8 594       | 88,64       |

### Canton de Songeons
| Candidats      | Candidats        | Étiquette       | Premier tour | Premier tour |
| Candidats      | Candidats        | Étiquette       | Voix         | %            |
| -------------- | ---------------- | --------------- | ------------ | ------------ |
|                | Thierry Maugez*  | PRG             | 1 765        | 52,91        |
|                | Dominique Durand | DVD             | 755          | 22,63        |
|                | Daniel Felz      | FN              | 543          | 16,28        |
|                | Frédéric Lagneau | Europe Écologie | 227          | 6,80         |
|                | Michel Crignon   | PDF             | 46           | 1,38         |
|                |                  |                 |              |              |
| Inscrits       | Inscrits         | Inscrits        | 5 766        | 100,00       |
| Abstentions    | Abstentions      | Abstentions     | 2 340        | 40,58        |
| Votants        | Votants          | Votants         | 3 426        | 59,42        |
| Blancs et Nuls | Blancs et Nuls   | Blancs et Nuls  | 90           | 2,63         |
| Exprimés       | Exprimés         | Exprimés        | 3 336        | 97,37        |

*sortant